# Desisa variabilis
Desisa variabilis är en skalbaggsart som först beskrevs av Schwarzer 1925.  Desisa variabilis ingår i släktet Desisa och familjen långhorningar.
Artens utbredningsområde är Taiwan. Inga underarter finns listade i Catalogue of Life.